# Pirellikalender
De Pirellikalender is een exclusieve kalender die sinds 1964 jaarlijks wordt uitgebracht door de Italiaanse bandenfabrikant Pirelli.
De kalender wordt niet verkocht, maar verdeeld door Pirelli aan belangrijke klanten en beroemde mensen. De kalender maakt gebruikt van topmodellen die variërend van uitdagend tot artistiek naakt op de kalender staan. De eerste fotograaf was Robert Freeman in 1964.

## Edities
| Jaar    | Fotograaf                                                          | Locatie                                          | Modellen |
| ------- | ------------------------------------------------------------------ | ------------------------------------------------ | --- |
| 1963    | Terence Donovan                                                    | diverse                                          | |
| 1964    | Robert Freeman                                                     | Spanje, Majorca                                  | |
| 1965    | Brian Duffy                                                        | Frankrijk, Zuid-Frankrijk                        | |
| 1966    | Peter Knapp                                                        | Marokko, Al Hoceima                              | |
| 1967    | geen                                                               | geen                                             | geen |
| 1968    | Harry Peccinotti                                                   | Tunesië                                          | |
| 1969    | Harry Peccinotti                                                   | Verenigde Staten, Big Sur (Californië)           | |
| 1970    | Francis Giacobetti                                                 | Bahama's, Paradise Island                        | |
| 1971    | Francis Giacobetti                                                 | Jamaica                                          | |
| 1972    | Sarah Moon                                                         | Frankrijk, Villa Les Tilleuls (Parijs)           | |
| 1973    | Brian Duffy                                                        | Verenigd Koninkrijk, Londen (Engeland)           | |
| 1974    | Hans Feurer                                                        | Seychellen                                       | |
| 1975-83 | geen                                                               | geen                                             | geen |
| 1984    | Uwe Ommer                                                          | Bahama's                                         | Angie Layne, Suzie-Ann Watkins, Jane Wood, Julie Martin |
| 1985    | Norman Parkinson                                                   | Verenigd Koninkrijk, Edinburgh (Schotland)       | Iman Abdulmajid |
| 1986    | Bert Stern                                                         | Verenigd Koninkrijk, Cotswolds (England)         | |
| 1987    | Terence Donovan                                                    | Verenigd Koninkrijk, Bath (England)              | Ione Brown, Naomi Campbell, Collette Brown, Gillian De Turville, Waris Dirie |
| 1988    | Barry Lategan (choreografie: Gillian Lynne) Productie: Gerry Judah | Verenigd Koninkrijk, Londen (England)            | Carol Straker |
| 1989    | Joyce Tennyson                                                     | Verenigde Staten, Polaroid Studios (New York)    | Nicky (Nicole Nagel) |
| 1990    | Arthur Elgort                                                      | Spanje, Sevilla (Andalusië)                      | |
| 1991    | Clive Arrowsmith                                                   | Frankrijk                                        | Lynne Koester, Rachel Boss, Susie Bick |
| 1992    | Clive Arrowsmith                                                   | Spanje, Almería (Andalusië)                      | |
| 1993    | John Claridge                                                      | Seychellen                                       | Christina Estrada, Barbara Moors |
| 1994    | Herb Ritts                                                         | Bahama's, Paradise Island                        | Helena Christensen, Cindy Crawford, Karen Alexander, Kate Moss |
| 1995    | Richard Avedon                                                     | Verenigde Staten, New York                       | Christy Turlington, Naomi Campbell, Farrah Summerford, Nadja Auermann |
| 1996    | Peter Lindbergh                                                    | Verenigde Staten, El Mirage (Californië)         | Carré Otis, Kristen McMenamy, Eva Herzigová, Navia Nguyen, Nastassja Kinski, Tatjana Patitz |
| 1997    | Richard Avedon                                                     | Verenigde Staten, New York                       | Honor Fraser, Ling Tan, Monica Bellucci, Sophie Patitz, Cordula Reyer, Inés Sastre, Waris Dirie, Anna Klevhag, Gisele Zelaui, Irina Pantaeva, Kristina Semenovskaia, Tatiana Zavialova, Marie Sophie Wilson, Jenny Shimizu, Brandi Quiñones, Nikki Uberti, Julia Ortiz, Annie Morton                                                        |
| 1998    | Bruce Weber                                                        | Verenigde Staten, Miami                          | Tanga Moreau, Stella Tennant, Milla Jovovich, Carolyn Murphy, Eva Herzigová, Patricia Arquette, Shalom Harlow, Kirsty Hume, Elaine Irwin Mellencamp, Kiara Kabukuru, Georgina Grenville, Rachel Roberts, Daryl Hannah |
| 1999    | Herb Ritts                                                         | Verenigde Staten, Los Angeles                    | Chandra North, Sophie Dahl, Karen Elson, Michele Hicks, Carolyn Murphy, Shirley Mallmann, Laetitia Casta, Audrey Marnay, Elsa Benítez, Bridget Hall, Angela Lindvall, Alek Wek |
| 2000    | Annie Leibovitz                                                    | Verenigde Staten, Rhinebeck (New York)           | Laetitia Casta |
| 2001    | Mario Testino                                                      | Italië, Napels (Mezzogiorno)                     | Aurélie Claudel, Rhea Durham, Gisele Bündchen, Karen Elson, Mariana Weickert, Fernanda Tavares, Angela Lindvall, Ana Claudia Michels, Liisa Winkler, Noémie Lenoir, Frankie Rayder, Carmen Kass |
| 2002    | Peter Lindbergh                                                    | Verenigde Staten, Hollywood                      | Amy Smart, Brittany Murphy, Julia Stiles, Rachael Leigh Cook, Erika Christensen, Selma Blair, Lauren Bush, James King, Bridget Moynahan |
| 2003    | Bruce Weber                                                        | Italië, Campania (Mezzogiorno)                   | Sienna Miller, Eva Riccobono, Heidi Klum, Mariacarla Boscono, Isabeli Fontana, Valentina Stilla, Filippa Hamilton, Alessandra Ambrosio, Jessica Miller, Rania Faslan, Karolína Kurková, Sophie Dahl, Bridget Hall, Lisa Seiffert, Yamila Díaz, Natalja Vodjanova                                                                            |
| 2004    | Nick Knight                                                        | Verenigd Koninkrijk, London (England)            | Adina Fohlin, Natalja Vodjanova, Dewi Driegen, Mariacarla Boscono, Jessica Miller, Esther de Jong, Ai Tominaga, Amanda Moore, Alek Wek, Frankie Rayder, Karolína Kurková, Liberty Ross, Pollyanna McIntosh |
| 2005    | Patrick Demarchelier                                               | Brazilië, Rio de Janeiro                         | Filippa Hamilton, Julia Stegner, Eugenia Volodina, Naomi Campbell, Isabeli Fontana, Michelle Buswell, Adriana Lima, Erin Wasson, Diana Dondoe, Liliane Ferrarezi, Marija Vujovic, Valentina Zelyaeva |
| 2006    | Mert Alas & Marcus Piggot                                          | Frankrijk, Côte d'Azur                           | Jennifer Lopez, Kate Moss, Gisele Bündchen, Natalja Vodjanova, Karen Elson, Guinevere Van Seenus |
| 2007    | Inez van Lamsweerde & Vinoodh Matadin                              | studio set                                       | Penélope Cruz, Sophia Loren, Lou Doillon, Hilary Swank, Naomi Watts |
| 2008    | Patrick Demarchelier                                               | China, Shanghai                                  | Agyness Deyn, Lily Donaldson, Doutzen Kroes, Catherine McNeil, Gemma Ward, Sasha Pivovarova, Coco Rocha, Caroline Trentini, Mo Wandan, Du Juan, Maggie Cheung |
| 2009    | Peter Beard                                                        | Botswana, Okavango Delta                         | Mariacarla Boscono, Daria Werbowy, Malgosia Bela, Rianne ten Haken, Lara Stone, Emanuela de Paula, Isabeli Fontana |
| 2010    | Terry Richardson                                                   | Brazilië, Trancoso, Bahia                        | Catherine McNeil, Enikő Mihalik, Ana Beatriz Barros, Miranda Kerr, Rosie Huntington-Whiteley, Abbey Lee Kershaw, Daisy Lowe, Gracie Carvalho, Lily Cole, Marloes Horst, Georgina Stojiljković |
| 2011    | Karl Lagerfeld                                                     | Frankrijk, Parijs (studio set)                   | Isabeli Fontana, Heidi Mount, Bianca Balti, Lara Stone, Natasha Poly, Iris Strubegger, Elisa Sednaoui, Magdalena Frackowiak, Julianne Moore, Freja Beha Erichsen, Daria Werbowy, Erin Wasson, Baptiste Giabiconi, Brad Kroenig, Abbey Lee Kershaw, Lakshmi Menon, Garrett Neff, Jake Davies, Jeneil Williams, Anja Rubik, Sébastien Jondeau |
| 2012    | Mario Sorrenti                                                     | Frankrijk, Domaine de Murtoli, Sartène (Corsica) | Lara Stone, Kate Moss, Guinevere Van Seenus, Edita Vilkevičiūtė, Rinko Kikuchi, Saskia de Brauw, Milla Jovovich, Joan Smalls, Natasha Poly, Isabeli Fontana, Malgosia Bela, Margareth Madè |
| 2013    | Steve McCurry                                                      | Brazilië, Rio de Janeiro                         | Isabeli Fontana, Petra Nemcova, Sônia Braga, Hanaa Ben Abdesslem, Liya Kebede, Adriana Lima, Summer Rayne Oakes, Kyleigh Kuhn, Marisa Monte, Karlie Kloss, Elisa Sednaoui |
| 2014    | Peter Lindbergh & Patrick Demarchelier                             | Verenigde Staten, New York (studio set)          | Miranda Kerr, Alessandra Ambrosio, Helena Christensen, Isabeli Fontana, Karolína Kurková, Alek Wek |
| 2014    | Helmut Newton                                                      | Italië, Montecarlo & Chianti                     | Neith Hunter, Susie Bick, Betty Prado, Antonia Dell'Atte |
| 2015    | Steven Meisel                                                      | Verenigde Staten, New York                       | Adriana Lima, Natalja Vodjanova, Raquel Zimmermann, Isabeli Fontana, Sasha Luss, Anna Ewers, Carolyn Murphy, Cameron Russell, Gigi Hadid, Candice Huffine, Karen Elson, Joan Smalls |
| 2016    | Annie Leibovitz                                                    | ?                                                | Tavi Gevinson, Serena Williams, Amy Schumer, Yoko Ono, Fran Lebowitz, Patti Smith, Natalja Vodjanova, Kathleen Kennedy, Yao Chen, Mellody Hobson, Ava DuVernay, Agnes Gund, Shirin Neshat |

## Modellen
Bekende modellen die poseerden voor de kalender:
- Karen Alexander: 1994
- Nadja Auermann: 1995
- Ana Beatriz Barros: 2010
- Małgosia Bela: 2009, 2012
- Monica Bellucci: 1997
- Gisele Bündchen: 2001
- Naomi Campbell: 1987, 1995, 2005
- Laetitia Casta: 2000
- Helena Christensen: 1994
- Cindy Crawford: 1994
- Penélope Cruz: 2007
- Sophie Dahl: 1999, 2003
- Waris Dirie: 1987, 1997
- Daryl Hannah: 1998
- Marloes Horst: 2010
- Milla Jovovich: 1998
- Miranda Kerr: 2010
- Heidi Klum: 2003
- Doutzen Kroes: 2008
- Adriana Lima: 2005
- Angela Lindvall: 1999
- Jennifer Lopez: 2006
- Sophia Loren: 2007
- Sienna Miller: 2003
- Kate Moss: 1994, 2006, 2012
- Eva Herzigová: 1996, 1998
- Bridget Moynahan: 2002
- Frankie Rayder: 2001, 2004
- Amy Smart: 2002
- Lara Stone: 2009, 2011
- Stella Tennant: 1998
- Christy Turlington: 1995
- Naomi Watts: 2007